# حسين قدري
حسين قدري (1934-2019) هو كاتب أدب ورحلات وروائي مصري، ولد في مدينة بلبيس المصرية، شغل منصب رئيس تحرير «مجلة الإذاعة» في سبعينات القرن الماضي، وعمل مراسلاً للإذاعة المصرية في واشنطن، وهو عضو في كل من نقابة الصحفيين المصريين، واتحاد كتاب مصر، ونادي القصة، ونقابة الصحفيين الإنجليز، واتحاد الصحفيين العرب، واتحاد الصحفيين العالمي، وله رصيد كبير في كتابة أدب الرّحلات، وتميز أسلوبه بالسخرية والمتعة والتشويق، ومن أبرز مؤلفاته في أدب الرحلات «مذكرات شاب مصري يغسل الأطباق في لندن»، و«مذكرات مهاجر مصري في لندن»، و«راكبان على السفينة»، وله مؤلفين آخرين في السياسة والنقد وهما «عبد الناصر والذين معه»، و«أيام من حياتهم».
تزوج حسين من الأديبة «عصمت صادق» البالغة من العمر 81 عامًا قبل وفاته بشهرين، بعد أن رفض والدها الموافقة على زواجه عندما تقدم لها قبل أكثر من 70 عامًا.توفي في 9 يونيو 2019 في شقته بالعاصمة البريطانية لندن عن عمر يناهز 86 عامًا.

## مؤلفات
صدرت له عدة أعمال منها:
- «مذكرات شاب مصري يغسل الأطباق في لندن»، دار المعارف، القاهرة، 1974.[3]
- «رحلة إلى جزر الكناريا»، دار المعارف، القاهرة، 1973.[4]
- «رحلة إلى دولة ترانزستور»، دار الشعب، 1975.[5]
- «راكبان على السفينة: رحلة إلى المحيط الأطلنطي»، أخبار اليوم، 1976.[6]
- «هو والذين كانوا معه»، القاهرة للثقافة العربية، 1976.[7]
- «مغامرات خالد»، مجموعة قصص أطفال، دار الهلال، 1985.[8]
- «هروب إلى الفضاء»، رواية خيال علمي، دار المعارف، القاهرة، 1982.[9]
- «مذكرات سائح مصري في مصر»، دار المعارف، القاهرة، 1992.[10]
- «يوميات سفينة مجنونة»، دار التعاون للنشر والتوزيع، القاهرة، 1993.[11]
- «حكايات أوروبية»، دار الشعب، 1996.[12]
- «حكايات لندنية»، الهيئة العامة لقصور الثقافة، القاهرة، 1997.[13]
- «مذكرات مهاجر مصري في لندن»، دار الأمل، 2005.[14]
- «حكايات صحفية»، دار الأمل، 2006.
- «عبد الناصر والذين معه»، دار الجمهورية للصحافة، 2007.[15]
- «أيام الزمن الجميل: بيروت 71 / لندن 73»، كتاب الجمهورية، 2008.
- «أيام من حياتهم»، كتاب الجمهورية، 2008.
- «ليست لندن وحدها»، دار المعارف، القاهرة، 2010.[16]
- «لعبة الأيام.. حكاية صورة قديمة»، الهيئة المصرية العامة للكتاب، 2011.[17]
- «حكايات من الشرق والغرب»، كتاب الهلال، 2013.[18]
- «جمهورية بريطانيا العربية»، كتاب الجمهورية، 2015.
- «صعلكة في بيروت 71»، الجيزة: دار يسطرون للطباعة والنشر والتوزيع، 2015.[19]
- «الكتاب التذكاري (كتاب حسين قدري)»، دار يسطرون للطباعة والنشر والتوزيع، 2015.
- «حوارات حسين قدري»، دار يسطرون للطباعة والنشر والتوزيع، 2015.[20]